# Provincia Tacna
Provincia Tacna este una din cele 4 provincii peruviene din Departamentul Tacna din sudul țării.
Provincia Tacna se învecinează la nord cu Provincia de Jorge Basadre și Provincia de Tarata, la sud cu Chile și la est cu Oceanul Pacific.

## Diviziune politică
Tacna este împărțită în 11 Districte (Distritos).
- Tacna
- Alto de la Alianza
- Calana
- Ciudad Nueva
- Coronel Gregorio Albarracín Lanchipa
- Inclán
- La Yarada-Los Palos
- Pachía
- Palca
- Pocollay
- Sama

## Capitala
Capitala acestei provincii este orașul Tacna.